# جدول (پایگاه داده‌ها)
در پایگاه داده‌ها، چهار خانه یا زیگ رابطه‌ای، یک جدول مجموعه‌ای از عناصر داده‌ها (مقادیر) می‌باشد که با استفاده از یک مدل ستون عمودی (که با نام خودشان شناخته می‌شوند) و سطر افقی سازماندهی شده است. یک جدول تعداد ستونهای مشخصی اما هر تعداد سطری می‌تواند داشته باشد. هر سطر توسط مقادیر موجود در زیر مجموعه یک ستون خاص شناخته می‌شود.